# ACS Mediaș 2022
Asociația Club Sportiv Mediaș 2022, cunoscut ca ACS Mediaș 2022, este un club de fotbal din România din Mediaș, Județul Sibiu care în prezent se află în Liga a III-a.
A fost fondat în 2022, după ce Gaz Metan Mediaș a dat faliment din cauza problemelor financiare. Deținătorii noii entități sunt foști jucători și antrenori ai Gazului care vor ca tradiția fotbalului să continue în Mediaș, și de asemenea să recapete numele, stema și palmaresul echipei desființate. Cei nouă membrii fondatori sunt Ionuț Buzean, Cristian Pustai, Doru Dudiță, Eric de Oliveira, Claudiu Boaru, Costel Hanc, Eugen Pîrvulescu, Iosif Biro and Dorin Roșca.

## Suporteri
Echipa e susținută în permanență de fosta galerie a clubului Gaz Metan, formată în 2011, „Commando Mediensis” alături de grupurile Ultra' Med și MDT(Mediaș Delir Team) la meciurile de acasă și deplasare. În prezent, galeria numără aproximativ 50 de suporteri.

## Parcursul competițional
| Sezon   | Nivel | Divizie                 | Loc     |
| ------- | ----- | ----------------------- | ------- |
| 2023/24 | 3     | Liga a III-a (Seria IX) | TBD     |
| 2022/23 | 4     | Liga a IV-a Sibiu       | 1 (C,P) |

## Jucători

### Prima echipă
La 1 septembrie 2022.
| Nr. |         | Poziție | Jucător             |
| --- | ------- | ------- | ------------------- |
|     | România | P       | Paul Florea         |
|     | România | P       | Fabio Blaga         |
|     | România | P       | Vlad Pleșca         |
|     | România | P       | Ionuț Neacșa        |
|     | România | F       | George Cucerzan     |
|     | România | F       | Sebastian Bîrsan    |
|     | România | F       | Eduard Avram        |
|     | România | F       | Paolo Stan          |
|     | România | F       | Bogdan Jica         |
|     | România | F       | Andrei Moldovan     |
|     | România | F       | Gabriel Țala        |
|     | România | M       | Alex-Gabriel Covaci |

| Nr. |         | Poziție | Jucător                 |
| --- | ------- | ------- | ----------------------- |
|     | România | M       | Adrian Zomant           |
| 10  | România | M       | Giuliano Țili           |
|     | România | M       | Remus Mocanu            |
|     | România | M       | Levente Toth            |
|     | România | M       | Lucian Sîncelean        |
|     | România | M       | Raul Ignat              |
|     | România | M       | Cristian Gabriel Nicula |
|     | România | M       | Andrei Bîrsan           |
|     | România | M       | Ștefan Grosu            |
|     | România | A       | Cristian Pajco          |
|     | România | A       | Adrian Cîrstean         |
|     | România | A       | Raul Hăjmășan           |
|     | România | A       | Gheorghe Noian          |

## Oficiali ai clubului

### Actualul staff tehnic
| Poziție         | Staff           |
| --------------- | --------------- |
| Antrenor        | Dumitru Solomon |
| Antrenor secund | Doru Budiță     |

| Poziție                           | Staff |
| --------------------------------- | --- |
| Președinte                        | Ionuț Buzean |
| Consiliu de Administrație         | Iosif Biro Claudiu Boaru Ionuț Buzean Doru Budiță Eric Costel Hanc Eugen Pîrvulescu Cristian Pustai Dorin Roșca |
| Director de fotbal pentru tineret | Eric |